# Salvinorin B metoksimetil etar
Salvinorin B metoksimetil etar (2-Metoksimetil salvinorin B) je semi-sintetički analog prirodnog proizvoda salvinorina A. Ovo jedinjenje koristi se u naučnim istraživanjima. On ima duže trajanje od oko 2–3 sata, u poređenju sa manje od 30 minuta salvinorina A, i povišeni afinitet i efikasnost za κ-opioidni receptor. Poput srodnog jedinjenja herkinorina, 2-metoksimetil salvinorin B se pravi od salvinorina B, koji nastaje deacetilacijom salvinorina A. Dok su oba jedinjenja, salvinorin A i salvinorin B, nađena u biljci Salvia divinorum, salvinorin A je prisutan u većim količinama.
Salvinorin B metoksimetil etar ima  od 0.60 nM na κ opioidnom receptoru, i oko 5x je potentniji od salvinorina A u životinjskim studijama, mada je još uvek upola manje potentatan nego jači homolog 2-etoksimetil salvinorin B.

## Literatura
1. ↑  Inan S, Lee DY, Liu-Chen LY, Cowan A (2009). „Comparison of the diuretic effects of chemically diverse kappa opioid agonists in rats: nalfurafine, U50,488H, and salvinorin A”. Naunyn-Schmiedeberg's Archives of Pharmacology. 379 (3): 263—70. PMID 18925386. doi:10.1007/s00210-008-0358-8.
2. ↑  McLennan GP, Kiss A, Miyatake M, Belcheva MM, Chambers KT, Pozek JJ, Mohabbat Y, Moyer RA, Bohn LM, Coscia CJ (2008). „Kappa opioids promote the proliferation of astrocytes via Gbetagamma and beta-arrestin 2-dependent MAPK-mediated pathways”. Journal of Neurochemistry. 107 (6): 1753—65. PMC 2606093 . PMID 19014370. doi:10.1111/j.1471-4159.2008.05745.x.
3. ↑  Wang Y, Chen Y, Xu W, Lee DY, Ma Z, Rawls SM, Cowan A, Liu-Chen LY (2008). „2-Methoxymethyl-salvinorin B is a potent kappa opioid receptor agonist with longer lasting action in vivo than salvinorin A”. The Journal of Pharmacology and Experimental Therapeutics. 324 (3): 1073—83. PMC 2519046 . PMID 18089845. doi:10.1124/jpet.107.132142.
4. ↑  Lee DY, Karnati VV, He M, Liu-Chen LY, Kondaveti L, Ma Z, Wang Y, Chen Y, Beguin C, Carlezon WA, Cohen B (2005). „Synthesis and in vitro pharmacological studies of new C(2) modified salvinorin A analogues”. Bioorganic & Medicinal Chemistry Letters. 15 (16): 3744—7. PMID 15993589. doi:10.1016/j.bmcl.2005.05.048.
5. ↑  Medana C, Massolino C, Pazzi M, Baiocchi C (2006). „Determination of salvinorins and divinatorins in Salvia divinorum leaves by liquid chromatography/multistage mass spectrometry”. Rapid Communications in Mass Spectrometry : RCM. 20 (2): 131—6. PMID 16331747. doi:10.1002/rcm.2288.
6. ↑  Munro TA, Duncan KK, Xu W, Wang Y, Liu-Chen LY, Carlezon WA, Cohen BM, Béguin C (2008). „Standard protecting groups create potent and selective kappa opioids: salvinorin B alkoxymethyl ethers”. Bioorganic & Medicinal Chemistry. 16 (3): 1279—86. PMC 2568987 . PMID 17981041. doi:10.1016/j.bmc.2007.10.067.
7. ↑  Baker LE, Panos JJ, Killinger BA, Peet MM, Bell LM, Haliw LA, Walker SL (2009). „Comparison of the discriminative stimulus effects of salvinorin A and its derivatives to U69,593 and U50,488 in rats”. Psychopharmacology. 203 (2): 203—11. PMID 19153716. doi:10.1007/s00213-008-1458-3.

## Spoljašnje veze
|  | Molimo Vas, obratite pažnju na važno upozorenje u vezi sa temama iz oblasti medicine (zdravlja). |